# Under the Red Sky
Under the Red Sky je 27. studiové album amerického písničkáře Boba Dylana, vydané v roce 1990 u Columbia Records. Na albu se podílelo mnoho hudebníků, mezi nejznámější patří Elton John, David Crosby, Slash nebo Stevie Ray Vaughan.

## Seznam skladeb
Všechny skladby napsal Bob Dylan.
| Pořadí         | Název             | Délka |
| -------------- | ----------------- | ----- |
| 1.             | Wiggle Wiggle     | 2:09  |
| 2.             | Under the Red Sky | 4:09  |
| 3.             | Unbelievable      | 4:06  |
| 4.             | Born in Time      | 3:39  |
| 5.             | TV Talkin' Song   | 3:02  |
| 6.             | 10,000 Men        | 4:21  |
| 7.             | 2 X 2             | 3:36  |
| 8.             | God Knows         | 3:02  |
| 9.             | Handy Dandy       | 4:03  |
| 10.            | Cat's in the Well | 3:21  |
| Celková délka: | Celková délka:    | 35:21 |

## Sestava
- Bob Dylan – kytara, piáno, akordeon, zpěv, harfa
- Kenny Aronoff – bicí
- Sweet Pea Atkinson – doprovodný zpěv
- Rayse Biggs – trubka
- Sir Harry Bowens – doprovodný zpěv
- David Crosby – doprovodný zpěv
- Paulinho Da Costa – perkuse
- Robben Ford – kytara
- George Harrison – slide kytara
- Bruce Hornsby – piáno
- Randy „The Emperor“ Jackson – baskytara
- Elton John – piáno
- Al Kooper – varhany, klávesy
- David Lindley – buzuki, kytara, slide kytara
- David McMurray – saxofon
- Donald Ray Mitchell – doprovodný zpěv
- Jamie Muhoberac – varhany
- Slash – kytara
- Jimmie Vaughan – kytara
- Stevie Ray Vaughan – kytara
- Waddy Wachtel – kytara
- David Was – doprovodný zpěv
- Don Was – baskytara